# Мар'ївка (Біляївська селищна громада)
Ма́р'ївка —  село в Україні, у Лозівському районі Харківської області. Населення становить 121 осіб. Входить до складу Біляївської селищної громади.

## Географія
Село Мар'ївка знаходиться на лівому березі річки Оріль, вище за течією на відстані 1,5 км розташоване село Нова Семенівка, нижче за течією на відстані 7 км розташоване село Верхня Орелька, на протилежному березі - село Дмитрівка.

## Історія
- 1831 - дата заснування.
- 12 червня 2020 року, відповідно до Розпорядження Кабінету Міністрів України  № 725-р «Про визначення адміністративних центрів та затвердження територій територіальних громад Харківської області», увійшло до складу Біляївської селищної громади[1].
- 19 липня 2020 року, в результаті адміністративно - територіальної реформи та ліквідації Первомайського району, село увійшло до складу Лозівського району Харківської області[2].